# ポーランド語語源辞典
ポーランド語語源辞典 (Słownik etymologiczny języka polskiego) は1927年より発行されたポーランド語の辞典。編者はアレクサンデル・ブリュクネル（Aleksander Brückner リヴィウ大学）。20世紀にはポーランド語の主たる語源辞典として用いられた。